# Mihály Mayer (water-polo)
Pour les articles homonymes, voir Mayer.
Mihály Mayer, né le 27 décembre 1933 à Újpest et mort le 4 septembre 2000 à Budapest, est un joueur de water-polo hongrois. 
Joueur de l'équipe de Hongrie de water-polo masculin, il est champion olympique aux Jeux olympiques d'été de 1956 et aux Jeux olympiques d'été de 1964 et médaillé de bronze olympique en 1960 et en 1968. Il est sacré à deux reprises champion d'Europe (en 1958 et 1962). 
Il a joué en club pour le Újpesti Torna Egylet.
Il intègre l'International Swimming Hall of Fame en 1987.